# Revista literaria
Una revista literaria es una publicación periódica específica en el área literaria (literatura, poesía, crítica literaria). Allí, los escritores publican sus textos (en forma integral o en forma resumida), los que a su vez pueden ser objeto de republicaciones separadas. Las revistas son importantes vectores para la crítica, para el análisis, para el intercambio de ideas.
En los siglos XIX y XX, las revistas literarias actuaron como fuentes para la investigación y la experimentación, lo que ha permitido a investigadores y creadores, discurrir sobre la propia escritura, y a la vez tomar conocimiento de otros estilos semejantes o no al personal. Las diversas revistas surrealistas, por ejemplo, a través de los años jugaron un rol no despreciable, en cuanto a análisis y decodificación, en especial durante la década de los años 1920. Hoy, los espacios cubiertos por las revistas literarias son muy vivaces y creativos, dejan margen para la experimentación y para la presentación de cosas nuevas.

## La revista literaria, espacio de construcción del ego

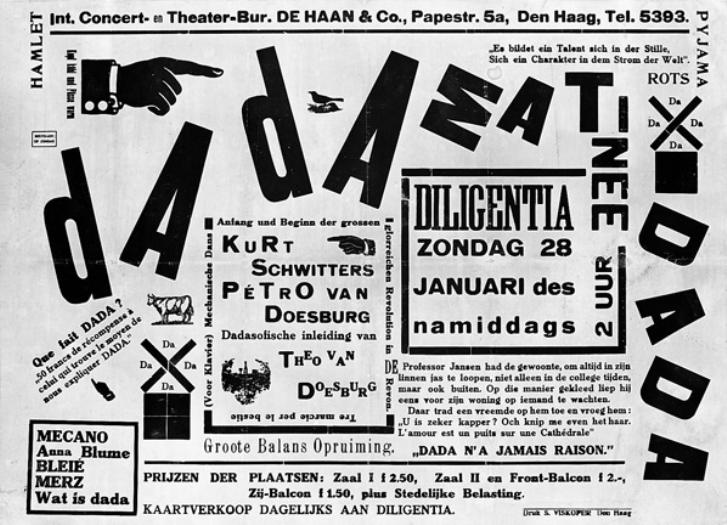
Póster del matutino Dada de enero de 1923.

La revista literaria, como ya lo decía Ferdinand Divoire en 1912 en su Introduction à l'étude de la stratégie littéraire, es un espacio de construcción del ego, así como de presentación de polémicas y de manifiestos. Para llegar a esta conclusión, basta tal vez con observar el número de revistas sobre literatura que a lo largo de los años han sido consideradas como teniendo contenidos seminales, muy polémicos, y además vanguardistas, comenzando por ejemplo con el llamado movimiento Dada, y siguiendo por ejemplo con revistas tales como Vortex en Inglaterra.
Esta construcción del ego, estos personalismos, se acompañan fuertemente de una voluntad de afirmación y de distinción, marcando una particular impronta personal. Dicha construcción del ego se constituye como una especie de investigación para el autor, de lo que puede ser su escritura y del alcance de la misma. Por lo que no es raro observar, aún antes del reconocimiento de un autor por sus propios libros, que se publiquen artículos críticos sobre los propios escritos.

## La revista literaria, espacio de participación política
De más en más, las revistas literarias no han sido y no son solamente espacios de experimentación de la escritura y de sus estilos, sino que además son alternativas para la difusión de ideas y manifiestos tanto políticos como culturales. Estos lineamientos fueron una de las constantes de las revistas de vanguardia del siglo XX, constituyéndose en destacados polos de resistencia, como fue por ejemplo el caso de lo ocurrido durante la Segunda Guerra Mundial, momento en el que pueden contarse en Francia unas 85 diferentes revistas literarias.
En particular también corresponde destacar la revista Action poétique, creada en vinculación con la huelga en el puerto de Marsella, así como la revista L'élan poétique, littéraire et pacifiste del escritor antimilitarista Louis Lippens.
Otra de las revistas a destacar es L'Internationale Situationniste dirigida por Guy Debord. Esta publicación claramente obró como manifiesto político, y fue un espacio propicio para ciertas experimentaciones a nivel de las creaciones.
Dentro del aludido grupo de publicaciones corresponden además mencionar algunas surgidas en los últimos años del siglo XX, como la revista Ligne de risque (ilustrada por Yannick Haenel y François Meyronnis), así como Tiqqun (nacida de un colectivo anónimo), y EvidenZ.

## Evolución

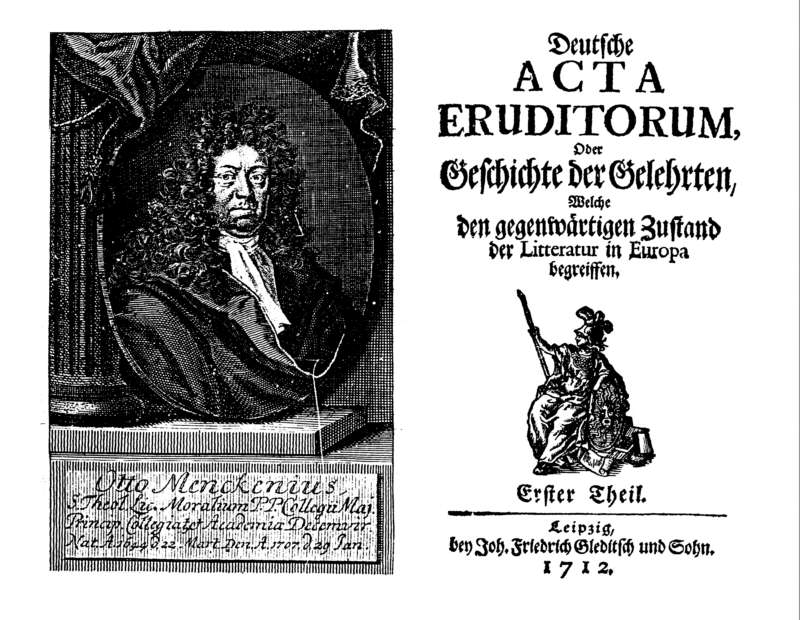
Cubierta de la revista alemana Deutsche Acta eruditorum, publicación del en idioma alemán sobre literatura (1712).

### Fin de los años 1980
En este período, se asistió a una especie de resurgimiento de las revistas literarias en Francia.
Por un lado, continuó y se afirmó la iniciativa de Philippe Sollers con L'Infini, junto al cual surgieron otras originales experimentaciones literarias, por ejemplo con el nacimiento en 1989 de la revista JAVA, seguida luego por la revista TXT de Christian Prigent, así como la creación de este y de Mathias Pérez titulada Fusées (enlace entre la literatura de avant-garde y las artes plásticas).
A esta tormenta de novedades siguió en 1994 la revista de Olivier Cadiot y de Pierre Alferi que tuvo por título La Revue de littérature générale, lo que marcó durablemente los espíritus con dos importantes números.
Entre 1995 y 1998 surgió Revue Perpendiculaire donde se difundieron las nuevas experiencias del arte contemporáneo.
Este cambio de orientación en las revistas literarias marca una especial apertura a las nuevas formas, en algo dejando de lado las tendencias vanguardistas, para entrar más de lleno sobre la materialización del lenguaje y del formalismo. Es en este marco que surgieron revistas como TIJA dirigida por Christophe Fiat y Anne-James Chaton, y como Boxon.
Acompañando estos cambios, tienden a desaparecer revistas literarias generalistas, con excepciones, ya que en los años 1990 surge La Femelle du Requin, revista que mezcla narración, poesía, y biografías de diversos escritores, y ya que por su parte en el año 2004 surge La Revue littéraire editada por Léo Scheer, y con la ambición de concretar el estilo de las grandes revistas del siglo XX, lo que dio lugar a controversias dada una acusación de plagio de la NRF llevada adelante por Antoine Gallimard, y que no prosperó.

### La apertura a Internet
La aparición de Internet sin duda va a causar un verdadero sismo en cuanto a difusión en general, y difusión literaria en particular. Este pasaje se explica no solamente por el cambio de soporte, sino también por ventajas socioeconómicas (inmediatez de la difusión, mayor alcance, y menores costes).
De todas maneras, y a pesar de la baja de los costos ligados a la democratización de las tecnologías de la reproducción, todo emprendimiento de producción/difusión de una revista sobre base material, necesariamente enfrenta dificultades ligadas a la materialización del soporte : 1/ geolocalización más o menos fuerte de la difusión; 2/ costos de fabricación bastante proporcionales al número de ejemplares; 3/ duración de vida limitada del soporte papel y por tanto de cada ejemplar.
Con el soporte digital y la democratización de Internet, las tres limitaciones recién reseñadas cambiaron radicalmente : A/ la difusión de los contenidos ya no está fuertemente geolocalizada, pues podrá ser consultada casi desde cualquier país; B/ el costo de producción por ejemplar es ínfimo, y casi despreciable respecto de la producción sobre soporte papel, y muy especialmente luego de los años 2004-2006 con la aparición de las tecnologías ligadas al llamado web 2.0 (por ejemplo los blogs preformateados y los programas-producto de creación y mantenimiento de weblogs); C/ la difusión de una revista ya no está fuertemente ligada al circuito comercial o a los procedimientos alternativos, sino que se transforma en permanente, por el hecho que Internet se basa en el principio de difusión continua.
Internet como simple soporte de difusión
Inicialmente Internet fue un simple espacio para la difusión de documentos textuales, lo que implicaba la democratización de la difusión, así como librarse de ciertas limitantes económicas así como de ciertos procedimientos ligados al libro y a la revista sobre papel, los filtros académicos de selección, etc. Con la « web 1.0 » y la « web 1.5 », solamente existían sitios digitales estáticos y relativamente aislados, pero con la web 2.0 y la cada vez más fácil creación de blogs por parte de los propios usuarios, múltiples espacios digitales poco a poco se ramificaron y se enriquecieron.
Los mejores ejemplos son la Revue des ressources y la revista Arabesques que inicialmente fueron dos publicaciones sobre papel. En 1998, la Revue des ressources llegó a la Web, y, gracias al logical SPIP, propuso un espacio de texto abierto (más de 700 artículos en línea en 2007). Así, esta revista se adaptó al medio informático, dando nacimiento a un Internet Colectivo que considera como prioritario la interacción individual y colectiva.
Internet como medio complementario
Internet también es considerado por ciertos editores de revistas, o como una vía adicional para la obtención de nuevos lectores, y/o como un medio de poner nuevos servicios a disposición de lectores frecuentes (nuevos servicios que sería problemático dispensar en soporte papel). Además, los costos de difusión increíblemente más bajos de Internet, proporcionan muy buenas posibilidades a pequeñas organizaciones o asociaciones, en donde precisamente los presupuestos suelen ser muy reducidos.
Claro, aún con las restricciones presupuestarias más severas, un boletín o incluso una pequeña revista sobre papel pueden ser posibles, y desde allí promocionar y explicitar enlaces a uno o varios weblogs, o a uno o varios sitios web o a una o varias wikis, lo que generalmente permite a los editores ganar en audiencia y mejorar la conectividad con los lectores y usuarios, sin por ello descuidar del todo a sus abonados tradicionales y más conservadores que solamente leen sobre papel.
Internet como nuevo medio o vía de comunicación
La poesía surge con Internet de una forma nueva y renovada, por influencia directa del medio empleado y de sus nuevas características.
Es así como en líneas generales se distinguen dos maneras de utilizar esta nueva vía : 1/ Como espacio multimedia que permite materializar tanto texto como imágenes y sonidos, proporcionando así nuevas experiencias a los espectadores; 2/ Como espacio de creación de nuevas formas de poesía, ligadas por ejemplo a algún tipo de programación informática, lo que por ejemplo ha sido experimentado por los grupos « e-criture » y « Transitoire Observable ».

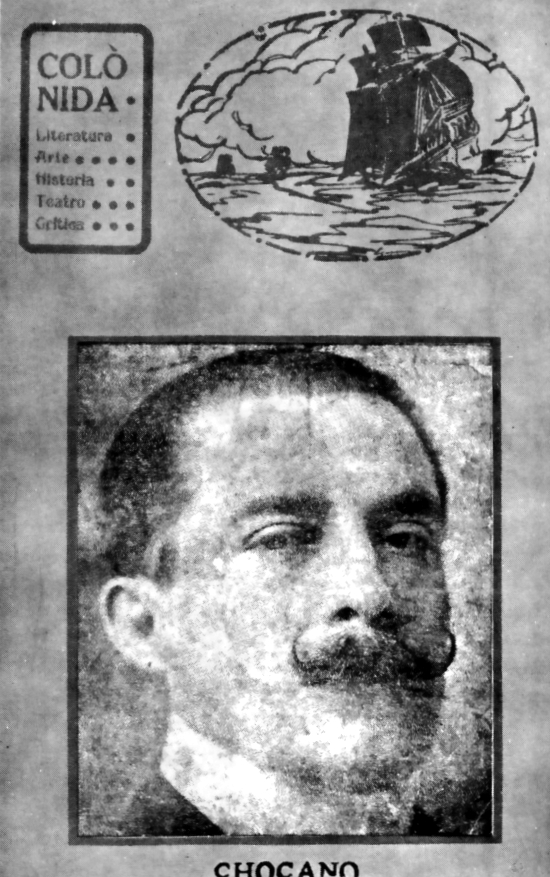
Portada del primer número de la revista “Colónida”.